# Santana do Manhuaçu
Santana do Manhuaçu este un oraș în Minas Gerais (MG), Brazilia.